# Balta (Ucrania)
Balta (en ucraniano: Балта) es una ciudad ucraniana perteneciente al óblast de Odesa. Situado en el suroeste del país, es parte del raión de Podilsk y del municipio (hromada) de homónimo.
La ciudad fue la capital de la República Autónoma Socialista Soviética de Moldavia entre 1924 y 1940.

## Geografía
Balta está ubicada a 200 km de Odesa. La ciudad es parte de la región histórica de Podolia.

### Clima
El clima es moderadamente continental, con inviernos bastante suaves y con poca nieve.

## Historia
De acuerdo con las excavaciones arqueológicas, los primeros asentamientos en el territorio fueron entre 5000 y 6000 años atrás. En el siglo XVII y el XVIII, había dos ciudades separadas localizadas en el territorio opuesto del río Kodima. La primera era un asentamiento fronterizo y fortaleza del Imperio otomano llamado Balta. La segunda era la ciudad polaca de Józefgród, nombre que sacó del príncipe Józef Lubomirski, el fundador de la fortaleza. 
En 1768, un cuerpo de insurgentes polacos en retirada de la confederación de Bar  se refugió en Balta. En represalia, la ciudad será incendiada por las tropas del general ruso Mijáil Krechetnikov y gran parte de su población judía será masacrada por los cosacos jaidamakas. De hecho, esto fue una de las razones de la guerra ruso-turca (1768-1774). Józefgród y Balta fueron unidas en 1797 dentro la gobernación de Podolia, cuando el territorio se convirtió en parte del Imperio ruso con la firma de la paz de Iasi.
En la primera mitad del siglo XIX, Balta se convirtió en uno de los centros comerciales más grandes del sur de Ucrania. Esto se vio facilitado por su posición geográfica favorable en el cruce de importantes rutas comerciales desde Ucrania a Besarabia, Moldavia, Valaquia y los puertos del mar Negro. En 1865, se puso en funcionamiento el ferrocarril Odesa-Balta, uno de los primeros ferrocarriles de Ucrania. En el siglo XIX y en los primeros años del siglo XX, la población de la ciudad consistía en judíos (55-82%, actualmente como el 0.5-1%), creyentes de la Iglesia ortodoxa rusa (15-25%, actualmente 85-90%), católicos (4-9%), y viejos creyentes rusos (4-12%). La ciudad era bien conocida como una ciudad de mercado y de hecho, era la cuarta ciudad en población de toda Podolia (tras Kamianets-Podilski, Umán y Vínnitsa). Además, como en otros lugares con mayoría judía, ocurrieron importantes pógromos en 1881 y 1905.
En la guerra civil rusa, Balta comenzó estando en manos de la República Popular de Ucrania hasta la retirada de las tropas austrohúngaras. Posteriormente sufrió numerosos cambios de controlador hasta que se afianzó el poder soviético en 1920.
Entre 1924 y 1929, Balta fue la capital de la República Autónoma Socialista Soviética de Moldavia (posteriormente lo fue Tiráspol) que era parte de la República Socialista Soviética de Ucrania y de la Unión Soviética. Durante el Holodomor (1932-1933) murieron al menos 449 vecinos de la ciudad. 
En junio de 1940, según los artículos secretos del Pacto Ribbentrop-Mólotov, el reino de Rumanía cedió Besarabia a la URSS y se formó  República Socialista Soviética de Moldavia. Mientras tanto, Balta siguió como parte de Ucrania en el óblast de Odesa. Por un corto tiempo en la Segunda Guerra Mundial, Balta fue una de las capitales de la gobernación de Transnistria (el territorio entre el río Dniéster y el río Bug que fue dominio de Rumania). Balta fue ocupada por tropas alemanas y rumanas el 5 de agosto de 1941 hasta su liberación el 29 de marzo de 1944 por el Ejército Rojo. En octubre de 1941, aproximadamente 4.000 judíos fueron encarcelados en un gueto y obligados a realizar trabajos forzados. En noviembre y diciembre de 1941, miles de judíos del gueto perecieron durante marchas forzadas y ejecuciones masivas.
Hasta el 18 de julio de 2020, Balta fue una ciudad de importancia regional y centro del raión de Balta. El raión se abolió en julio de 2020 como parte de la reforma administrativa de Ucrania, que redujo el número de raiones del óblast de Odesa a siete. El área del municipio se fusionó dentro del raión de Podilsk.

## Demografía
La evolución de la población de Balta entre 1859 y 2001 fue la siguiente:
| 14 154                                                        | 23 363 | 22 587 | 17 945 | 17 922 | 20 317 | 20 929 | 23 293 | 19 962 | 18 789 | 17 854 |
| (Fuente: Cities & Towns of Ukraine y UKRAINE: Größere Städte) |        |        |        |        |        |        |        |        |        |        |

Según el censo de 2001, el 86% de la población son ucranianos, el 10% son rusos y el resto de minorías son principalmente rumanos (2%) y judíos (1%). En cuanto al idioma, la lengua materna de la mayoría de los habitantes, 81,02%, es el ucraniano; del 17,41% es el ruso; y del 0,99%, el rumano.

## Economía
Actualmente, la ciudad tiene industrias de muebles, ladrillos, ropa y de alimentos.

## Infraestructura

### Arquitectura, monumentos y lugares de interés
La ciudad tiene un museo de historia local y un museo etnográfico de Ucrania.

### Educación
La Universidad de Entrenamiento de Profesores de Balta y la Escuela Vocacional son las principales instituciones de educación. 

## Cultura

### Teatro
En 1930-1931, un estudio de teatro moldavo funcionó en Balta bajo la dirección del famoso actor y profesor de teatro Alexander Adashev.

## Galería

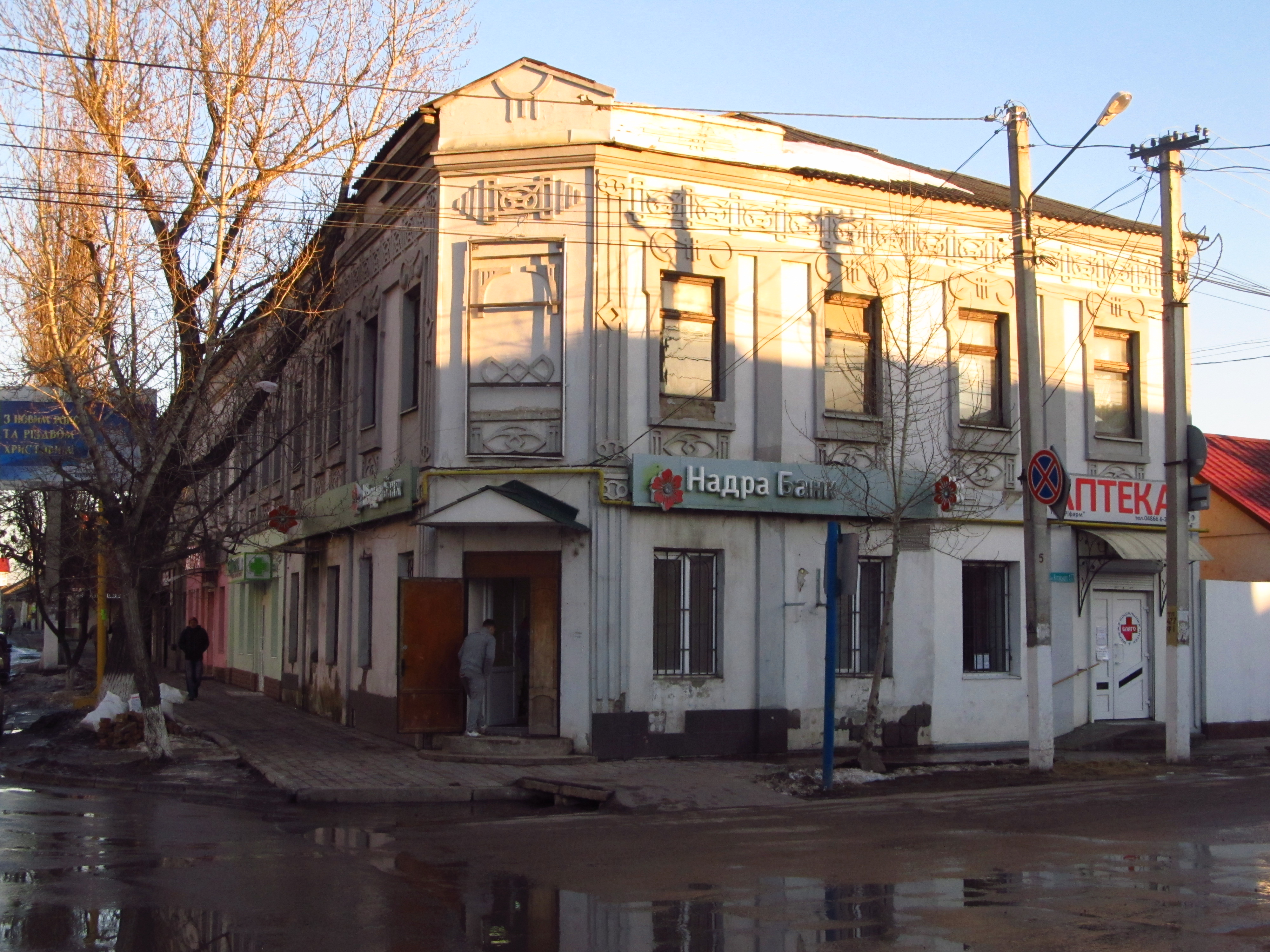
Hotel Peterburg
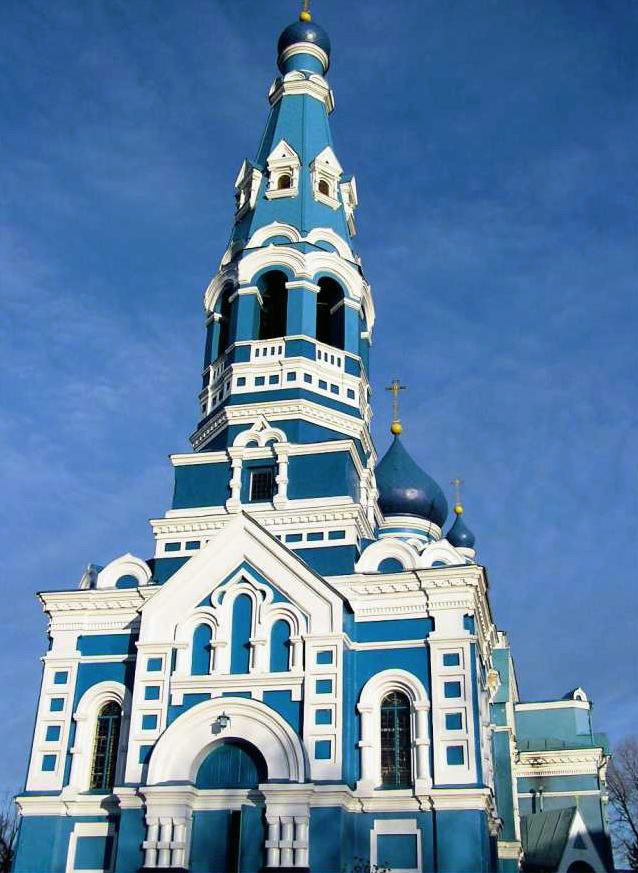
Catedral de Balta
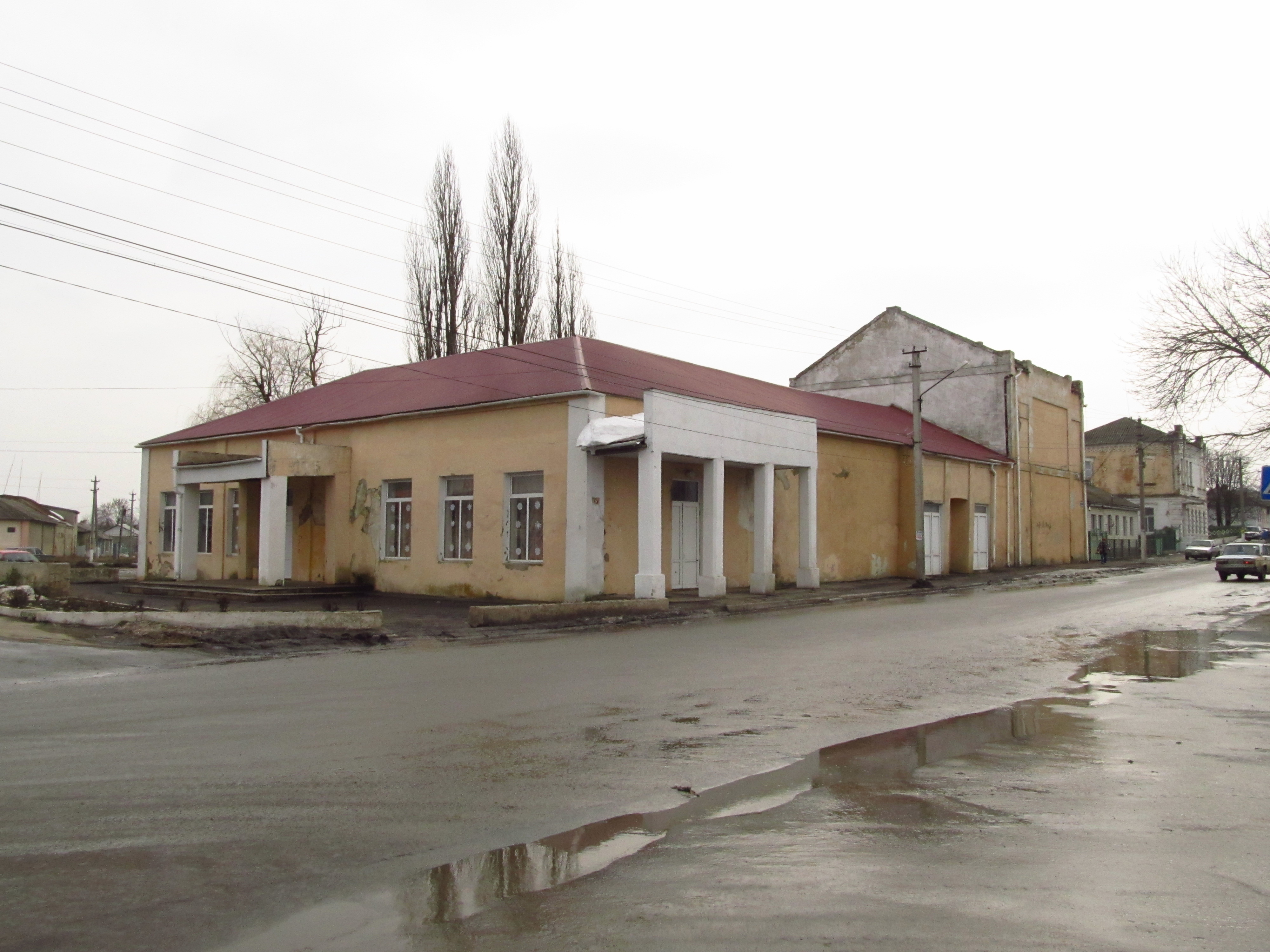
Antiguo teatro de Balta
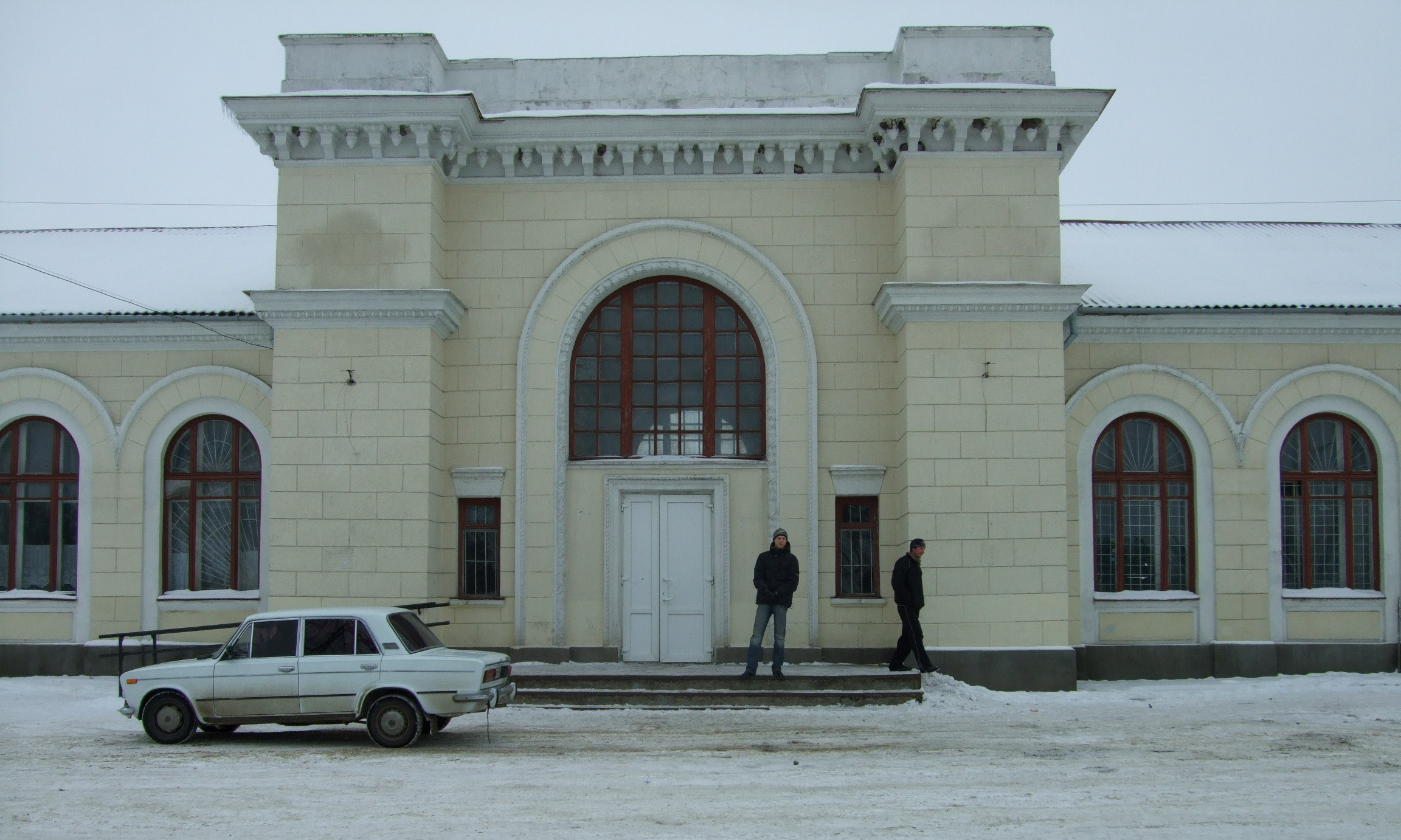
Estación de trenes de Balta
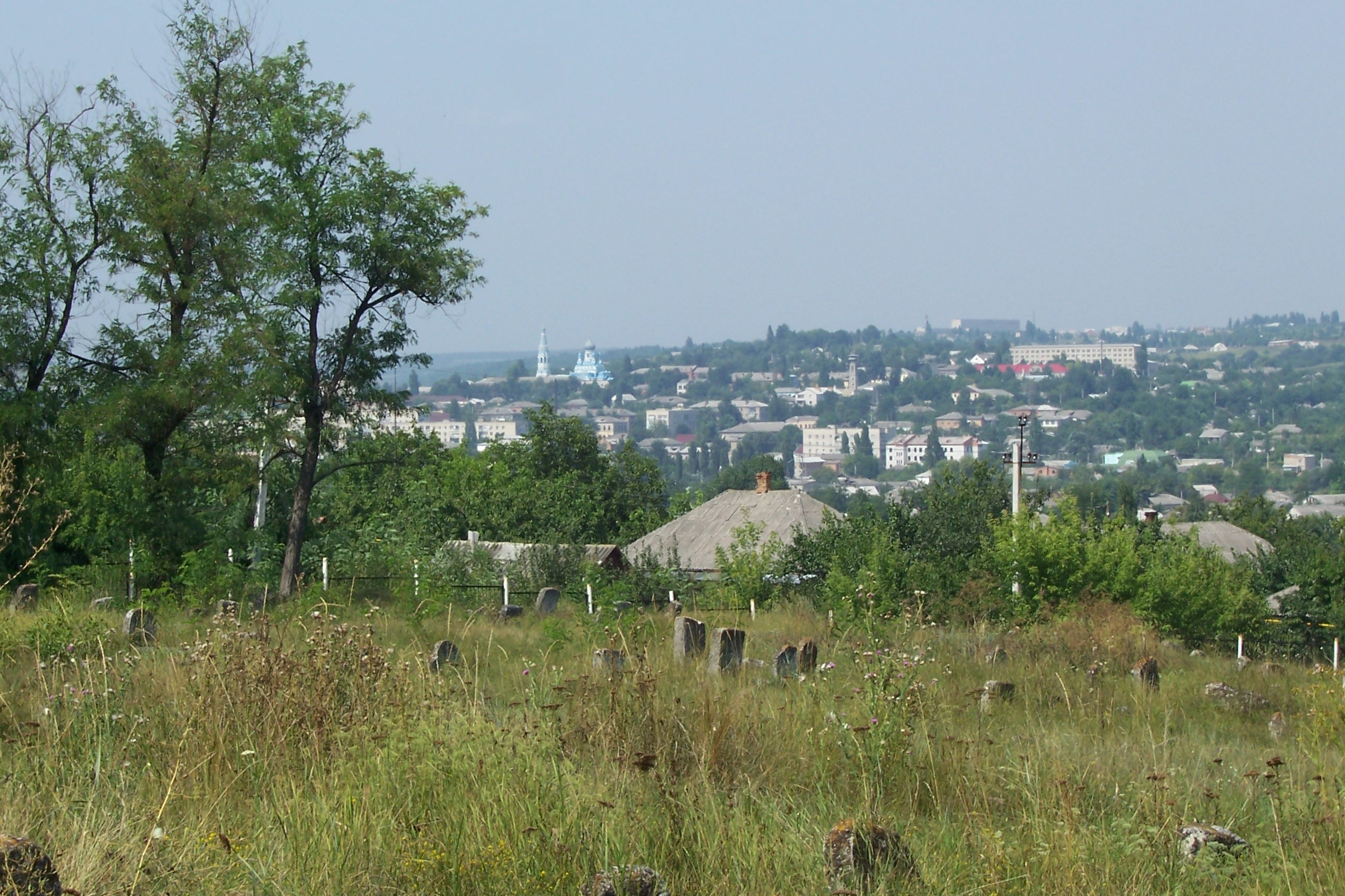
Cementerio judío de Balta